# رطبان نطاقي
رطبان نطاقي (الاسم العلمي: Hygrocybe zonata) هو نوع من الفطريات يتبع جنس الرطبان من الفصيلة الهدبانية        .